# Liste der Monuments historiques in Chemaudin et Vaux
Die Liste der Monuments historiques in Chemaudin et Vaux führt die Monuments historiques in der französischen Gemeinde Chemaudin et Vaux auf.

## Liste der Immobilien
| Bezeichnung     | Beschreibung   | Standort                     | Kennzeichnung | Schutzstatus | Datum | Bild           |
| --------------- | -------------- | ---------------------------- | ------------- | ------------ | ----- | -------------- |
| Kirche St-Alban | 1736/37 erbaut | Chemaudin, Grande Rue (Lage) | PA00125397    | Inscrit      | 1993  | weitere Bilder |

## Liste der Objekte
| Bezeichnung                  | Beschreibung | Standort                                                   | Kennzeichnung | Schutzstatus | Datum | Bild |
| ---------------------------- | --- | ---------------------------------------------------------- | ------------- | ------------ | ----- | ---- |
| Hauptaltar                   | Retabel und zwei Skulpturen; Holz und Stuck, farbig gefasst und vergoldet, Ende des 18. Jahrhunderts                          | Chemaudin, in der Kirche St-Alban (Lage)                   | PM25001990    | Inscrit      | 2003  |      |
| Maria-Rosenkranz-Altar       | linker Seitenaltar; Retabel und Gemälde; Holz, farbig gefasst und vergoldet, Ölfarbe auf Leinwand, Ende des 18. Jahrhunderts  | Chemaudin, in der Kirche St-Alban (Lage)                   | PM25001991    | Inscrit      | 2003  |      |
| Franz-Xaver-Altar            | rechter Seitenaltar; Retabel und Gemälde; Holz, farbig gefasst und vergoldet, Ölfarbe auf Leinwand, Ende des 18. Jahrhunderts | Chemaudin, in der Kirche St-Alban (Lage)                   | PM25001992    | Inscrit      | 2003  |      |
| Gemälde Maria Trost          | Ölfarbe auf Leinwand, vergoldeter Holzrahmen, Anfang des 18. Jahrhunderts                                                     | Chemaudin, in der Kirche St-Alban (Lage)                   | PM25001993    | Inscrit      | 2003  |      |
| Kommunionbank                | Schmiedeeisen, 18. Jahrhundert                                                                                                | Vaux-les-Prés, in der Kirche Sts-Ferréol-et-Ferjeux (Lage) | PM25001388    | Classé       | 1979  |      |
| Taufbecken und -altar        | Holz, Ölfarbe auf Holz, 18. Jahrhundert                                                                                       | Vaux-les-Prés, in der Kirche Sts-Ferréol-et-Ferjeux (Lage) | PM25002434    | Inscrit      | 1979  |      |
| Zwei Prozessionsstäbe        | Holz, vergoldet, 18. Jahrhundert                                                                                              | Vaux-les-Prés, in der Kirche Sts-Ferréol-et-Ferjeux (Lage) | PM25002435    | Inscrit      | 1979  |      |
| Gemälde Unterweisung Mariens | Ölfarbe auf Leinwand, 18. Jahrhundert                                                                                         | Vaux-les-Prés, in der Kirche Sts-Ferréol-et-Ferjeux (Lage) | PM25002436    | Inscrit      | 1980  |      |
| Gemälde Kreuzabnahme         | Ölfarbe auf Leinwand, 18. Jahrhundert                                                                                         | Vaux-les-Prés, in der Kirche Sts-Ferréol-et-Ferjeux (Lage) | PM25002437    | Inscrit      | 1980  |      |